# Валбона
Валбона е река в Северна Албания, долината по която е обявена за един от първите четири национални парка на Албания. Извира от т.нар. Албански Алпи и се влива в Дрин, близо до Фиер. Дължината ѝ е 32 km.
Извора ѝ е в близост до албано-черногорската граница. Преди да се влее в Дрин, преминава покрай селата Валбона, Драгоба, Шоша в красива долина, известна като долината на Валбона. Валбона е една от най-чистите реки в Европа.
Има предложение на природозащитната организация The World Conservation Union (IUCN) за създаването на трансграничен парк в Проклетия наречен Балкански парк на мира, в който да влезе и съществуващия национален парк по долината на река Валбона.